# Базаревский, Александр Халильевич
Александр Халильевич Базаревский (1884, Лодзь — 1938, «Коммунарка», Московская область) — русский и советский военный, полковник. Сын генерал-лейтенанта Х. М. Базаревского.

## Биография
Родился в Лодзи в семье капитана Халиля Базаревского из татар Великого Княжества Литовского. Окончил Полоцкий кадетский корпус и Павловское военное училище (1903). Из училища выпущен подпоручиком (10.08.1903) в лейб-гвардии Литовский полк. Произведён в поручики 10.08.1907.
В 1909 году окончил Николаевскую академию Генерального штаба по первому разряду, капитан (30.04.1909). Цензовое командование ротой отбывал в лейб-гвардии Егерском полку (29.11.1909 — 22.11.1911). С 26 ноября 1911 года — старший адъютант штаба 2-й кавалерийской дивизии. С 10 мая 1913 года — обер-офицер для поручений при штабе Виленского военного округа.

### Первая мировая и гражданская войны
С 24 февраля 1914 по 24 июня 1915 года — исправляющий должность помощника делопроизводителя ГУГШ. С 24 июня 1915 — старший адъютант штаба 11 пехотной дивизии, с 15 июня подполковник. С 4 августа 1915 — и. д. начальника штаба 11 пехотной дивизии, с июня 1916 — штаб-офицер для делопроизводства и поручений управления генерал-квартирмейстера Ставки. Полковник (6.12.1916).
Генерал-квартирмейстер штаба 8-й армии (13.08.1917(?) — 12.1917). В распоряжении начальника штаба 9-й армии с декабря 1917 по май 1918. Во время Гражданской войны служил на различных штабных должностях в армиях адмирала Колчака.

### На службе в РККА
С 1920 года — в РККА. В мае-июле 1920 — штатный преподаватель 1-х Сибирских кавалерийских курсов, в июле-сентябре 1920 — и. д. заведующего учебной частью 1-х Сибирских кавалерийских курсов. Штатный преподаватель Высшей военной школы Сибири (сентябрь 1920); начальник орготдела штаба войск Сибири (штасиб) (09.1920 — 19.02.1921). Помощник начальника мобилизационно-организационного управления штасиба (22.02 — 06.11.1921); помощник начальника штасиба (с 28.05.1921); врид начальника штаба войск Сибири (с 26.08.1921).
В декабре 1921 переехал в Москву, инспектор военно-учебных заведений ГУВУЗ. С 1 июля 1923 — штатный преподаватель Военной академии РККА (тактика пехоты). Преподавал также в Академии ВВС РККА.
30 августа 1930 года был одним из первых арестован по делу «Весна» и 18 июля 1931 осужден к 5 годам ИТЛ. В 1934 досрочно освобождён, вернулся на преподавательскую работу, был начальником отделения и доцентом Академии Генерального штаба РККА (полковник).
Вторично арестован 16 декабря 1937 года. Список лиц предназначенных к осуждению по 1-й категории, в котором значится Базаревский, был подписан Сталиным, Молотовым, Кагановичем, Ждановым, Ворошиловым 28 марта 1938 года. Приговорён ВКВС СССР 2 апреля 1938 года по обвинению в участии в контр-революционной организации к ВМН. Расстрелян и похоронен на «Коммунарке» в тот же день. Реабилитирован ВК ВС СССР 4 апреля 1957 года (посмертно).

## Сочинения
- Кавалерия во время Мировой войны. по мнению генерал-инспектора французской кавалерии Феро и профессора Высшей военной школы подполковника Фибера. — Военный вестник, 1922, № 17-18. Стр. 51-56.
- Германцы и американцы о роли конницы в современной войне. — Военный вестник, 1922(1923), № 19. стр. 44-45.
- Танки в сражении под Амьеном. — Военный вестник, 1922(1923), № 19. стр. 45-48.
- Воздушный флот в кампании 1918 г. во Франции и Бельгии. Вестник воздушного флота, 1927, № 3. Стр. 7-11.
- Мировая война 1914—1918 гг. Кампания 1918 года во Франции и Бельгии. Т. 1-2. — М.-Л., 1927.
- Наступательный бой 11-й русской пехотной дивизии 6-7 сентября 1915 г. западнее г. Трембовля. Война и революция, 1930, № 2.
- Наступательная операция 9-й русской армии. Июнь 1916 г. М. 1937

## Награды
- Орден Святого Станислава 3-й ст. (06.12.1913).
- Георгиевское оружие (ВП 08.11.1916).